# Morning Musume Concert Tour 2009 Yomiuri ~Land East Live~
Albums de Morning Musume
Concert Tour 2009 Spring
(2009) Concert Tour 2009 Aki
(2010)
Morning Musume Concert Tour 2009 Yomiuri ~Land East Live~ (モーニング娘。よみうりランドEAST LIVE 2009) est une vidéo musicale (DVD) du groupe de J-pop Morning Musume, la vingt-et-unième d'un concert du groupe.

## Présentation
La vidéo sort au format DVD le 20 janvier 2010 au Japon sous le label zetima. Le DVD atteint la 11e place à l'Oricon. Il se vend à 6 771 exemplaires la première semaine et reste classé pendant trois semaines, pour un total de 7 680 exemplaires vendus durant cette période.
Le concert avait été filmé trois mois auparavant, le 31 octobre 2009, au Yomiuri Land East, en promotion de la compilation des "faces B" des singles du groupe, Zen Single Coupling Collection, dont neuf des titres sont interprétés. Le groupe interprète aussi la chanson-titre de son dernier single Kimagure Princess, et celle d'un single plus ancien, Sexy Boy ~Soyokaze ni Yorisotte~.

## Membres
- 5e génération : Ai Takahashi, Risa Niigaki
- 6e génération : Eri Kamei, Sayumi Michishige, Reina Tanaka
- 7e génération : Koharu Kusumi
- 8e génération : Aika Mitsui, Jun Jun, Lin Lin

## Liste des titres
| 1.  | Opening                                                                  | (présentation)                          |  |
| 2.  | Hand Made City (Hand made CITY)                                          | du single Kanashimi Twilight            |  |
| 3.  | Love & Peace! Hero ga Yattekita. (ラヴ&ピィ~ス! HEROがやって来たっ。)    | du single The Manpower!!!               |  |
| 4.  | Kimagure Princess (気まぐれプリンセス)                                   | de l'album 10 My Me                     |  |
| 5.  | Inspiration! (インスピレーション!)                                       | du single Renai Revolution 21           |  |
| 6.  | Subete wa Ai no Chikara (すべては愛の力)                                 | du single Nanchatte Renai (édition 40e) |  |
| 7.  | Nature is Good! (NATURE IS GOOD!)                                        | du single Osaka Koi no Uta              |  |
| 8.  | Please! Jiyuu no Tobira (Please! 自由の扉)                               | du single Onna ni Sachi Are             |  |
| 9.  | Sexy Boy ~Soyokaze ni Yorisotte~ (SEXY BOY ~そよ風に寄り添って~)         | de l'album Sexy 8 Beat                  |  |
| 10. | Sono Bamen de Bibiccha Ikenai jan! (その場面でビビっちゃいけないじゃん!) | du single Resonant Blue                 |  |
| 11. | Happy Night                                                              | du single Memory Seishun no Hikari      |  |
| 12. | Koi-ing (恋ING)                                                          | du single Go Girl ~Koi no Victory~      |  |

(Note : toutes les chansons de "faces B" figurent aussi la compilation Zen Single Coupling Collection)
| 1. | documentaire backstage (バックステージ映像) |  |